# Svåsi Asathorsson
Svåsi Asathorsson (n. 568) fue un semi legendario caudillo vikingo de Hedmark, rey de Hordaland a finales del siglo VI. Según la leyenda era hijo de Asathor, a su vez un hijo de Odín, y las crónicas lo citan como un jotun que se casó con una princesa, Ashild Eysteinsdatter (n. 572) y de esa relación nació Hrolf in Bergi Svåsason. Varios colonos noruegos en Islandia proclamaron ser descendientes de Svåsi.